# Hugh Grosvenor (2. książę Westminster)
Hugh Richard Arthur Grosvenor (ur. 19 marca 1879 w Saighton, zm. 19 lipca 1953 w Lairg) – brytyjski arystokrata, wojskowy i olimpijczyk, najstarszy syn Victora Grosvenora, hrabiego Grosvenor (najstarszego syna Hugh Grosvenora, 1. księcia Westminster) i lady Sibell Lumley, córki 9. hrabiego Scarbrough).

## Życiorys
Ojca stracił w wieku 5 lat. Został wtedy dziedzicem tytułu księcia Westminster i przyjął tytuł hrabiego Grosvenor. Tytuł książęcy odziedziczył po śmierci swojego dziadka w 1899 r. Brał udział w II wojnie burskiej do 1901 r., służąc jako adiutant lorda Robertsa i lorda Milnera. Zainwestował też w południowoafrykańskie posiadłości ziemskie.
Po powrocie do Wielkiej Brytanii, 16 lutego 1901 r. poślubił Constance Edwinę Cornwallis-West (przed 1886–1970), córkę pułkownika Williama Cornwallis-Westa i Mary FitzPatrick. Młodszą siostrą Constance była Maria Teresa Oliwia znana bardziej jako księżna pszczyńska – Daisy von Pless. Małżeństwo Constance i Hugh zakończyło się rozwodem w 1919 r. Hugh i Constance mieli razem syna i dwie córki:
- Ursula Mary Olivia Grosvenor (ur. 1902), żona Williama Filmer-Sankeya i majora Stephena Vernona, nie miała dzieci
- Edward George Hugh Grosvenor (1904–1909)
- Mary Constance Grosvenor (ur. 1910)

Książę Westminster brał udział w Letnich Igrzyskach Olimpijskich w 1908 w Londynie, startując w wyścigach łodzi motorowych. Startował w drużynie Wolseley-Siddeley. Nie udało mu się ukończyć wyścigu.
Jeszcze przed olimpiadą, 1 kwietnia 1908 r. został mianowany honorowym podpułkownikiem 16 batalion regimentu londyńskiego Queen’s Westminsters. Zajmował tę pozycję do 1915 r. Podczas I wojny światowej służył w oddziale ochotników z Cheshire. Doprowadził on do wprowadzenia w jednostce pierwszych egzemplarzy opancerzonego wozu Rolls-Royce’a. W 1916 r., w stopniu majora, został przeniesiony na front bliskowschodni. Dowodził tam oddziałem wozów opancerzonych. Przyczynił się do stłumienia powstania radykalnego ruchu muzułmańskiego Senussi w Sudanie i Libii, wsławiając się 120-milowym rajdem do Bir al-Hakim i uwolnieniem wziętych do niewoli załóg HMS Tara i HMT Moorina. Otrzymał za to Distinguished Service Order. Został też honorowym pułkownikiem swojego regimentu i kawalerem Krzyża Wielkiego Królewskiego Wiktoriańskiego Orderu.
26 listopada 1920 r. ożenił się po raz drugi z Violet Mary Nelson, córką sir Williama Nelsona, 1. baroneta i Margaret Hope. Małżeństwo to nie doczekało się potomstwa i zakończyło się rozwodem w 1926 r.
Wpływ na rozwód miały liczne romanse księcia, m.in. ze sławną projektantką mody Coco Chanel, którą poznał na przyjęciu w Monte Carlo w 1925 r. Ich romans trwał do 1930 r. i stał się tematem wielu anegdot. Jedna z nich głosi, że kiedy książę przyniósł kochance wielki bukiet kwiatów, został uznany przez kamerdynera projektantki za zwykłego doręczyciela. Kamerdyner próbował nawet wręczyć mu napiwek.
20 lutego 1930 r. poślubił lady Loelię Mary Ponsonby (1902–1993), córkę Fredericka Ponsonby’ego, 1. barona Sysonby i Victorii Kennard, córki pułkownika Edmunda Kennarda. Małżeństwo to nie doczekało się potomstwa i zakończyło się rozwodem w 1947 r.
W 1931 r. książę oskarżył swojego szwagra, lorda Beauchampa, przez królem i królową o homoseksualizm, który w owych czas był uznawany za przestępstwo. Działania te były podyktowane głównie chęcią skompromitowania Partii Liberalnej, do której należał Beauchamp. Książę wspierał ponadto w latach 30. różne skrajnie prawicowe i antysemickie organizacje, jak np. Right Club.
7 lutego 1947 r. zawarł swój czwarty związek małżeński z Anne Winifred Sullivan, córką generała-brygadiera Edwarda Sullivana. I to małżeństwo nie doczekało się potomstwa.
Książę zmarł w 1953 r. w wieku 74 lat. Nie pozostawił po sobie synów i wszystkie jego tytuły przypadły jego kuzynowi, Williamowi.